# بانکداری در کانادا
سامانهٔ بانکداری در کانادا به‌طور گسترده یکی از امن‌ترین سامانه‌های بانکی جهان تلقی می‌شود. مجموعهٔ سامانهٔ بانکداری کانادا در شش سال گذشته رتبهٔ سالم‌ترین، استوارترین، دقیق‌ترین و بی‌عیب‌ترین سامانهٔ بانکداری جهان را طبق گزارش‌های مجمع جهانی اقتصاد به دست آورده‌است. در گزارش منتشر شده در اکتبر ۲۰۱۰، مجلهٔ گلوبال فایننس (Global Finance) رویال بانک کانادا را در فهرست امن‌ترین بانک‌های جهان در رتبهٔ ۱۰ و بانکِ تورنتو-دومینیون بانک را در رتبهٔ ۱۵ قرار داد. بانک‌های کانادا، بیش از ۸٬۰۰۰ شعبه و حدود ۱۸٬۰۰۰ خودپرداز در سراسر این کشور دارند. کانادا دارای بزرگ‌ترین نسبت خودپرداز به جمعیت است و از یکی از بالاترین نرخ‌های سطح نفوذ راهکارهای بانکداری الکترونیک مانند کارت نقدی، بانکداری اینترنتی و تلفن بانک بهره می‌برد. بانک‌های ملی و بزرگ کانادا که به «پنج (بانک) بزرگ» معروف هستند عبارتند از: اسکوشیابانک، بانک مونترآل، تورنتو-دومینیون بانک، رویال بانک کانادا و کانیدین امپریال بنک آو کامرس. این بانک‌ها بیش از آن که بانک‌هایی در سطح ملی و کشوری باشند، شرکت‌های مالی خوشه‌ای و بین‌المللیِ دارای بخش فعالیت بزرگ در کانادا، به حساب می‌آیند. در کنار این پنج بانک، در سطح بعدی، بانک‌های کوچک‌تری نیز فعالیت دارند. دولت کانادا بر اساس قانون اساسی کانادا بر فعالیت بانک‌ها نظارت داشته و آن‌ها را در چند سطح فعالیتی دسته‌بندی می‌کند.